# Hemidactylus isolepis
Hemidactylus isolepis är en ödleart som beskrevs av  George Albert Boulenger 1895. Hemidactylus isolepis ingår i släktet Hemidactylus och familjen geckoödlor. Inga underarter finns listade i Catalogue of Life.